# Santiago Bonilla
Santiago Bonilla Quesada (* März 1910 in Heredia; † 1993 in San José) war ein costa-ricanischer Fußballtrainer und -spieler, der im zentralen Mittelfeld agierte.

## Leben
Bonilla begann seine Sportlerlaufbahn 1928 bei seinem Heimatverein CS Herediano und spielte später noch für die SG Española, den CS La Libertad und die LD Alajuelense, bevor er 1937 nach Mexiko ging, wo er bis 1948 für den CD Marte, den CF Asturias und den CF Monterrey spielte.
Mit Marte gewann er die letztmals auf Amateurstatus ausgetragene Fußballmeisterschaft von Mexiko in der Saison 1942/43.
Auf internationaler Ebene gewann er 1941 mit der costa-ricanischen Nationalmannschaft die CCCF-Meisterschaft.
1950 trainierte er die costa-ricanische Nationalmannschaft und 1951 gründete er den CS Bonilla.

## Erfolge

### Verein
- Mexikanischer Meister: 1942/43

### Nationalmannschaft
- Sieger der CCCF-Meisterschaft: 1941